# Litoprosopus schausii
Litoprosopus schausii är en fjärilsart som beskrevs av Paul Dognin 1894. Litoprosopus schausii ingår i släktet Litoprosopus och familjen nattflyn. Inga underarter finns listade i Catalogue of Life.